# Prangos euryangiodes
Prangos euryangiodes är en flockblommig växtart som beskrevs av Otto Stapf och Richard von Wettstein. Prangos euryangiodes ingår i släktet Prangos och familjen flockblommiga växter. Inga underarter finns listade i Catalogue of Life.